# Universidad Montpellier-I
La Universidad de Montpellier-I o Universidad Montpellier 1, heredera de la universidad de Montpellier fundada en 1289, reúne varias disciplinas como  medicina, farmacia, derecho y ciencias políticas, educación física, economía, odontología y ciencias de la gestión. Hoy, es la universidad más importante de la academia de Montpellier por el número de sus estudiantes. Es uno de los miembros fundadores del « PRES Sud de France ». Su sede  está en Montpellier, con dos antenas en Nîmes y Albaret-Sainte-Marie. Se fusiona con la Universidad de Montpellier-II el 1 de enero de 2015 para restaurar la Universidad de Montpellier 1.

## Historia de la universidad Montpellier-I

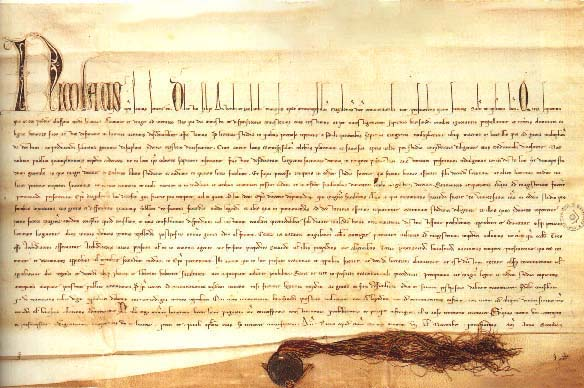
La bula « Quia Sapientia » de 1289 del papa Nicolas IV

La Universidad de Montpellier-I es la heredera directa de la universidad medieval creada el 26 de octubre de 1289 por la bula papal Quia Sapientia del Papa Nicolás IV, para los médicos andaluces que allí enseñaban. Reúne a la Escuela de Medicina fundada en 1220 por el Cardenal Conrad, legado del Papa Honorio III, lo que hace que la facultad de medicina de Montpellier sea la más antigua del mundo; y la escuela de leyes y artes, cuyos primeros estatutos fueron concedidos en 1242. 
Su influencia, particularmente de en la enseñanza de la medicina y del derecho, solamente fue en aumento hasta la Revolución Francesa, que hizo desaparecer las facultades en 1793. Se reconstituyeron gradualmente en el siglo XIX. Todas estas facultades están federadas en aplicación de la ley del 10 de julio de 1896.
Desde la ley de 26 de enero de 1984, la universidad es un establecimiento público de carácter científico, cultural y profesional bajo la autoridad de un presidente elegido por todos los miembros de los tres consejos, asistido por un vicepresidente estudiantil, tres vicepresidentes del consejo, un secretario corporativo, un oficial de contabilidad y una oficina. 

### Presidentes de la universidad

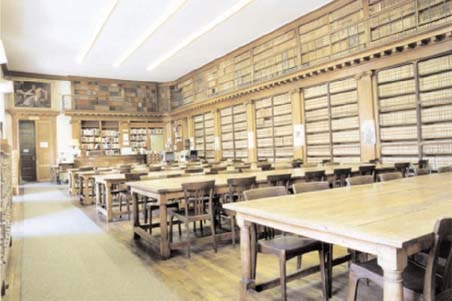
La sala de lectura histórica de la B.U. Medicina

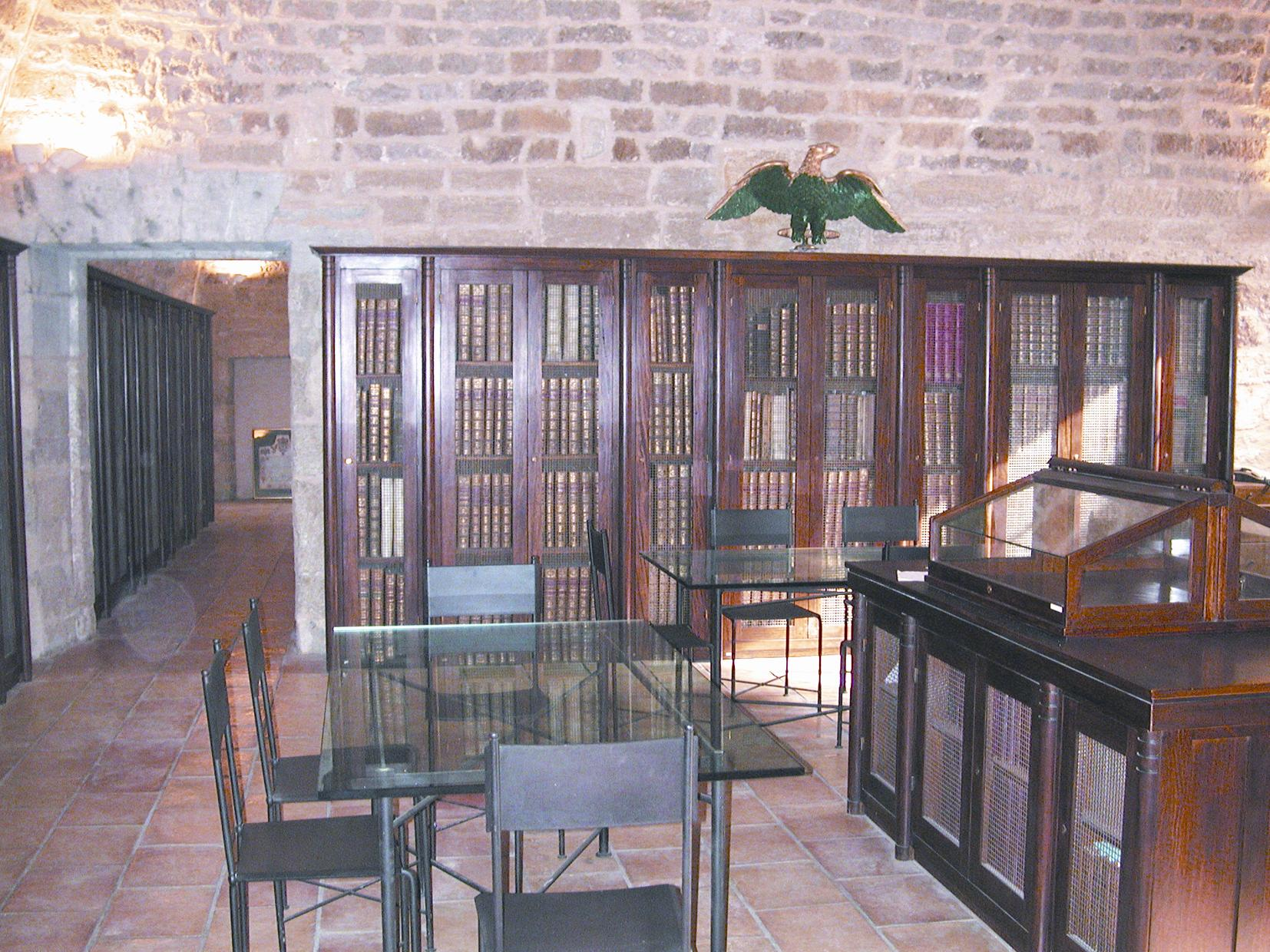
Las colecciones antiguas de la UFR Medicina

| Año de elección          | Nombre                       | Calidad                       | UFR de rattachement |
| ------------------------ | ---------------------------- | ----------------------------- | ------------------- |
| 1971                     | Georges Péquignot            | Profesor de las universidades | Derecho             |
| 1972                     | Fernand Sabon                | Profesor de las universidades | Farmacia            |
| 1977                     | Paul Coste-Floret            | Profesor de las universidades | Ciencias económicas |
| 1979 (reelegido en 1984) | Jacques Mirouze              | Profesor de las universidades | Medicina            |
| 1989                     | Jacques Demaille             | Profesor de las universidades | Medicina            |
| 1994                     | Yves Loubatières             | Profesor de las universidades | AES                 |
| 1999                     | Alain Uziel                  | Profesor de las universidades | Medicina            |
| 2004                     | Dominique Deville de Périère | Profesor de las universidades | Odontología         |
| 2009-2015                | Philippe Augé                | Profesor de las universidades | IPAG                |

### Dirección de la universidad

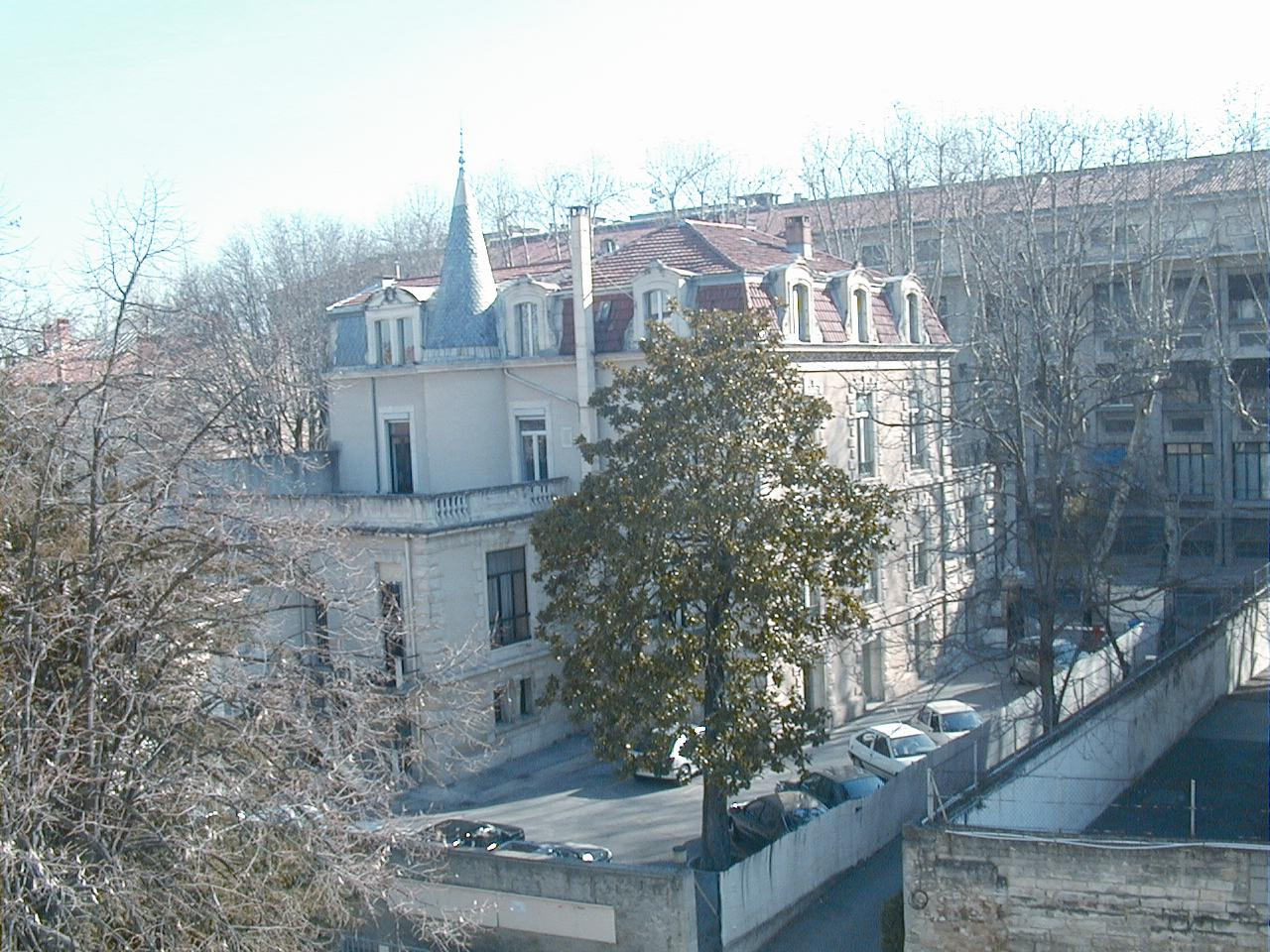
La presidencia de la universidad Montpellier-I al 4, boulevard Henri-IV

- Datos: Q903888
- Multimedia: Université Montpellier I / Q903888